# 会展中心站 (福州市)
会展中心站（福州話：/hui˥˧ tieŋ˧˧ tyŋ˥˥ niŋ˥˥/）位于中华人民共和国福建省福州市仓山区南江滨西大道与会展西路交叉口地下，是福州地铁4号线的地铁车站，于2023年8月27日启用。

## 车站结构
会展中心站位于闽江及浦下河之间，为地下二层车站，全长216米，标准段宽为20.25米，基坑深度约为17.48米。
| 地面层   | 出入口                               |  | 出入口                     |
| 地下一层 | 站厅                                 |  | 票务服务、自动售票机       |
| 地下二层 | 1                                    |  | 4号线 往帝封江（林浦）     |
| 地下二层 | 岛式站台，列车运行方向左侧的车门打开 |  |                            |
| 地下二层 | 2                                    |  | 4号线 往凤凰池（花海公园） |

### 车站特色
车站空间色彩以暖白色基调为主，采用了现代科技风格的菱形为车站装修主元素，并在站厅处设置大型LED展示屏幕，突出会展中心作为经济文化交流的形象。

### 出入口与周边
车站东侧为福州海峡国际会展中心，北侧为福建省科技馆（新馆）。
作为距离会展中心最近的出入口，C出入口设置四部扶梯及一部升降电梯供乘客出入站使用。
| 会展中心站出入口信息        | 会展中心站出入口信息 | 会展中心站出入口信息 | 会展中心站出入口信息                      |
| --------------------------- | -------------------- | -------------------- | ----------------------------------------- |
|                             |                      |                      |                                           |
| 编号                        | 设施                 | 位置                 | 接驳交通                                  |
| 出口 · A                    |                      | 车站东北口           | 会展中心地铁站A口、公交海峡国际会展中心西 |
| 出口 · B                    |                      | 车站西南口           | 会展中心地铁站                            |
| 出口 · C                    |                      | 车站东南口           | 会展中心地铁站、公交海峡国际会展中心西    |
| 注： 设有电梯 \| 设有卫生间 |                      |                      |                                           |

## 历史
- 2017年6月29日，福建省发展和改革委员会批复《福州市城市轨道交通4号线一期工程可行性研究报告》（闽发改网审交通〔2017〕103号），福州地铁4号线在会展中心西侧设置会展中心站。[5]
- 2018年4月4日，会展中心站围挡施工。[6]
- 2020年6月30日，会展中心站主体结构封顶。[2]
- 2023年8月23–25日，会展中心站开启免费试乘活动。[7]
- 2023年8月27日，会展中心站启用。[1]